# 纽约州州徽
纽约州州徽於1778年正式採用，具有本州特色，並用“紐約州大徽章”字樣包圍。下面的橫幅顯示了纽约州的座右銘，Excelsior（拉丁語為“ 精益求精”）和次要座右銘E Pluribus Unum（拉丁語為“ 合众為一”），該座右銘於2020年採用。
寓言人物自由（左）和正義（右）支撐盾牌，一隻美國鷹在世界地球儀上方張開翅膀。 自由的左腳踩在王冠上，象徵著擺脫大不列顛王國的自由，並手持一支頂著弗里吉亞帽的木棒，象徵著自由和追求自由。正義被蒙住了眼睛，一隻手握著劍，另一隻手握著天秤，象徵著公正和公平。
中央部分在哈德遜河（內陸和對外貿易的象徵）上顯示一艘桅杆狀的船和一艘單桅帆船，其邊界為覆蓋著草的海岸和山脈，背後是太陽。